# 天鵝座V1743
天鵝座V1743，又名BD+48 2914，HD 184786、SAO 48589、HR 7442，是天鵝座的一颗恒星，视星等为5.96，位于銀經81.58，銀緯13.83，其B1900.0坐标为赤經19h 30m 56.3s，赤緯+49° 13.83′ 40″。